# جون اولسن (رسام)
جون اولسن (بالدنماركية: John Olsen)‏ هو نحات ورسام دنماركي، ولد في 25 مايو 1938 في روسكيلدا في الدنمارك.